# Épée d'Inaridai

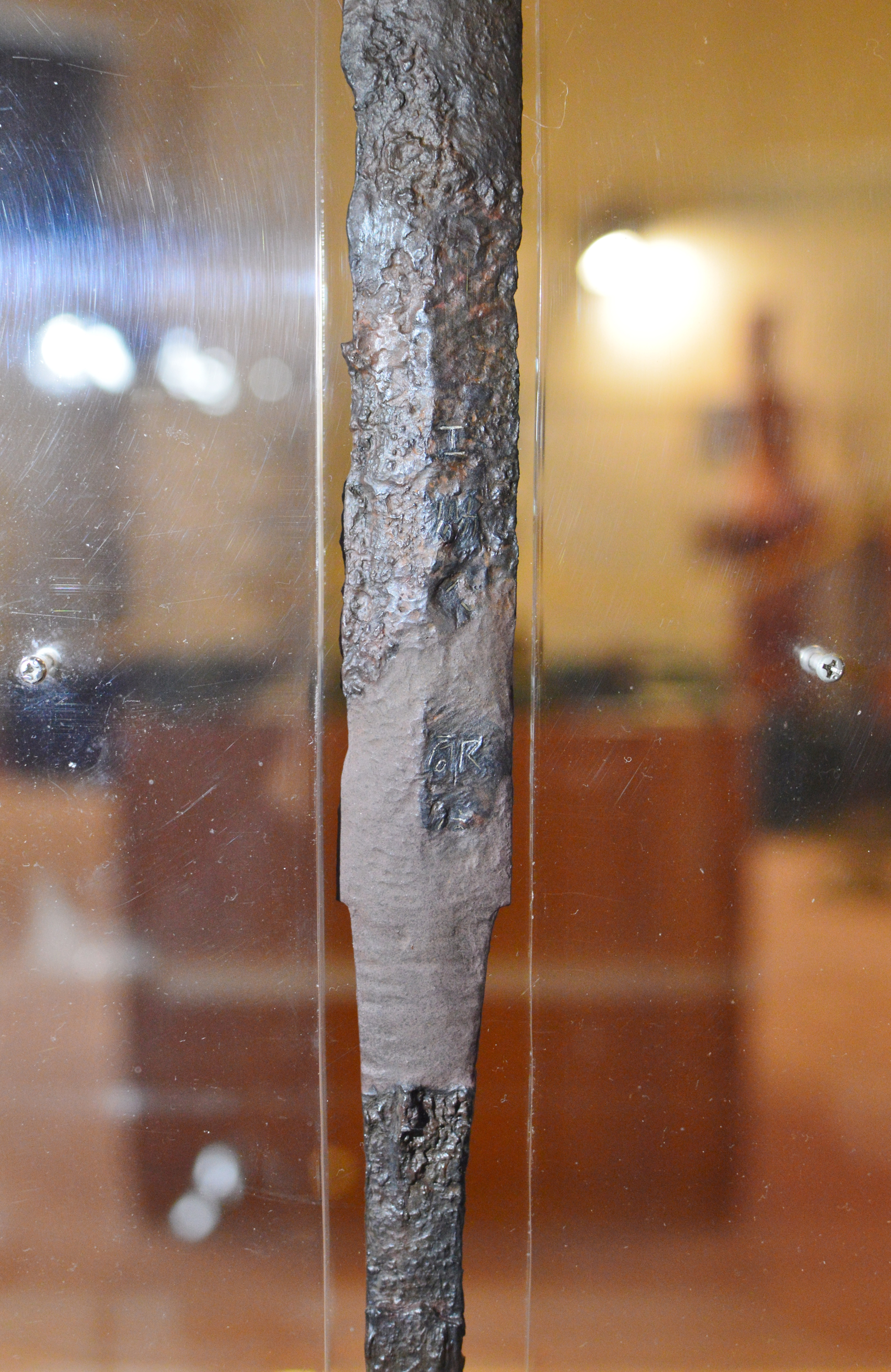
L'épée d'Inaridai exposé dans I'Museum Center à Tokyo

L'épée d'Inaridai, aussi connue sous l’appellation épée de fer du kofun Inaridai n° 1 (稲荷台一号墳出土鉄剣 Inaridai Ichi-gōfun Shutsudo Tekken) est une épée de fer exhumée dans le kofun (tumulus) Inaridai n°.1 à Ichihara, dans la préfecture de Chiba au Japon. Elle a probablement été forgée dans la région du Kinai (en) au Ve siècle et enterrée avec le défunt à la fin du siècle. Son inscription en argent incrusté est une importante source de la politique nationale japonaise à cette époque.

## Inscription
Inscription originale en chinois ;
王賜□□敬安 / 此□（廷）□（刀）□□□
En français; 
Roi accorde (...) Possède [ceci] avec respect. / Cette épée est (...).

## Interprétation
Dans le tumulus deux hommes ont été enterrés chacun dans un cercueil en bois. Les artefacts exhumés autour de la tombe indiquent qu'ils étaient des nobles locaux de la classe des guerrier au Ve siècle. Certains spécialistes suggèrent que le roi cité dans l'inscription est le roi de Sai, un des cinq rois de Wa mentionnés dans la chronique chinoise Song Shu. 
Durant la période Kofun, le système politique dans la région de Kinai tend à l'unification du Japon. L'épée, accordée à la famille régnante locale par le roi de Wa, est considérée comme un exemple de la naissance de l'ancien État unifié.